# Токарня (Свентокшиське воєводство)
Токарня (пол. Tokarnia) — село в Польщі, у гміні Хенцини Келецького повіту Свентокшиського воєводства.
Населення — 1373 особи (2011).
У 1975—1998 роках село належало до Келецького воєводства.

## Демографія
Демографічна структура на день 31 березня 2011 року:
|          | Загалом | Допрацездатний вік | Працездатний вік | Постпрацездатний вік |
| -------- | ------- | ------------------ | ---------------- | -------------------- |
| Чоловіки | 666     | 134                | 458              | 74                   |
| Жінки    | 707     | 138                | 428              | 141                  |
| Разом    | 1373    | 272                | 886              | 215                  |